# 真幻魔大戦
『真幻魔大戦』（しんげんまたいせん）は、SF作家平井和正によって、1979年から『SFアドベンチャー』に連載された大長編SF小説である。

## 概要
元々は1967年に漫画家の石森章太郎と共作した漫画作品『幻魔大戦』（『週刊少年マガジン』連載版）を原点としている。もう一人の作者である石森の了解を得て、構想を改めて自らライフワークと称しての執筆となった。
この作品を中核として、平井による幻魔大戦シリーズは、他に『新幻魔大戦』、『幻魔大戦』（小説）、『ハルマゲドン』、『ハルマゲドンの少女』などがあり、それぞれが補完し合う長大シリーズとなっている。一方、石森も単独でマガジン版『幻魔大戦』の世界観を独自に引き継いだ漫画作品『幻魔大戦』（単行本化の際には『神話前夜の章』、『髑髏都市の章』とサブタイトルが付けられている）を、徳間書店の漫画雑誌『リュウ』に連載した。
1984年、とりあえず執筆を休止。2005年になって、『幻魔大戦deep』のタイトルで並行世界を舞台にした作品が発表された。また2008年にその続編の『幻魔大戦deep トルテック』が発表された。

## ストーリー
全三部構成。
幻魔とは宇宙を無に帰せんとする巨大な存在であるが、その正体は明らかにされていない。その幻魔との抗争こそが幻魔大戦である。西暦1979年、作家であり超常現象研究家である青年の東丈は、多国籍企業クェーサーの内部情報を手に入れた。彼にそれを託し、暴露するよう勧めたのは、クェーサー幹部の“ムーンライト”という美しい女性だった。その後、有名プロデューサーから丈の小説を大作映画にしたいという依頼が舞い込む。丈の身辺を巡って状況が大きく変わり、それと共に不可解な出来事が頻発した。丈の姉、弟、友人たちが次々と失踪し、いくつもの奇妙な現象が起こった。
第二部では東丈は自らの意識の底から滅びた世界の記憶を思い出し、幻魔大戦における自らの役割を理解するに至る。そして飛行機で移動中の丈自身が謎の失踪を遂げた。東丈の失踪後は秘書の杉村優里が主人公となり、7世紀の大峰山周辺に舞台を移し役の小角と出逢う。
第三部では古代ギリシャの少女クロノスが主人公となり、舞台は超古代文明のムウ、時代の定からぬ獣人の住む犬の帝国へと飛び移る。
未完。

## 書籍

### 新書版
全15巻
1. 超意識との邂逅
2. 超能力戦略
3. 魔の標的
4. 太陽の戦士
5. 超空間への侵攻
6. 幻魔目覚める時
7. 不死蝶は燃えて
8. 超霊媒
9. 犬神一族
10. 超絶の死闘
11. 破滅世界のクロノス
12. 超空間での誕生
13. 犬の帝国
14. 幻魔書
15. 黄金の獣神

### 文庫版
全18巻
1. ビッグ・プロローグ
2. ESPファミリー
3. スリーピング・ビューティー
4. メサイア・メーカー
5. イベント・ムービー
6. ビッグ・インタルード
7. サイキック・ゲーム
8. ソウル・イーター
9. 秘密預言書
10. 鬼界漂流
11. 妖惑者
12. 魔の山
13. 験比べ
14. ムウの人狼
15. 不死身の戦士
16. 犬の帝国
17. 幻魔書
18. 黄金の獣神

## イメージアルバム
- 真幻魔大戦 イメージアルバム (センス・オブ・ワンダー) (1984年)
  1. ビッグ・プロローグ (難波弘之作曲・編曲)
  2. サイボーグ戦士ベガ (K.C.ランキン作詞/そうる透作曲/そうる透・難波弘之編曲)
  3. サディスティック・サイキック・タイガー (K.C.ランキン作詞/難波弘之作曲・編曲)
  4. ムーンライト・セレナーデ (難波弘之作曲・編曲)
  5. スーパーバロック・プリンセス (J.S.BACH作曲/難波弘之編曲)
  6. 太陽の戦士 (厚見麗作曲・編曲)
  7. ベアトリスの釵 (トゥワイト・ウォルドロン作詞/厚見麗作曲・編曲)
  8. ビッグ・インタルード (難波弘之作曲・編曲)